# Gianfausto Dell’Antonio
Gianfausto Dell’Antonio (* 1933 in Italien) ist ein italienischer mathematischer Physiker.
Dell`Antonio wurde 1955 an der Universität Mailand promoviert. 1966 und 1969/70 war er am Institute for Advanced Study, beim ersten Aufenthalt mit einem Stipendium des Fulbright-Programms. Er war Professor an der Universität Neapel Federico II und danach an der Mathematischen Fakultät der Universität La Sapienza in Rom. Heute ist er Professor emeritus in Rom und Gast-Professor am SISSA in Triest.
Er befasst sich mit mathematischen Aspekten von Quantenmechanik und Quantenfeldtheorie.

## Schriften (Auswahl)
- mit Sergio Doplicher, Giovanni Jona-Lasinio (Hrsg.): Mathematical problems in theoretical physics (Rome 1977), Springer Verlag 1978
- Aspetti matematici della meccanica quantistica, 2 Bände, Bibliopolis 2011
- Elementi di meccanica, Band 1, 1995
- On some groups of automorphisms of physical observables, Comm. Math. Phys., Band 2, 1966, S. 384–397
- mit Daniel Zwanziger: Every gauge orbit passes inside the Gribov horizon, Comm. Math. Phys., Band 138, 1991, S. 291–299
- mit P. Cotta-Ramusino: Self-duality and topological-like properties of lattice gauge field theories. A proposal, Comm. Math. Phys., Band 70, 1979, S. 1–95
- Lectures on the Mathematics of Quantum Mechanics, Atlantis Press Band I, 2015, ISBN 978-94-6239-117-8 und Band II, 2016, ISBN 978-94-6239-114-7